# Neulohe (Painten)
Neulohe ist ein Gemeindeteil des Marktes Painten im niederbayerischen Landkreis Kelheim.

## Geografie
Das Dorf Neulohe befindet sich einen knappen Kilometer südlich des Ortszentrums von Painten und liegt auf einer Höhe von etwa 545 m ü. NHN im östlichen Bereich der südlichen Frankenalb. Der Ort liegt im südöstlichen Bereich des historischen Gebietes Tangrintel, einer überwiegend bewaldeten Hochebene, die zwischen den Flussläufen der Altmühl und der Schwarzen Laber liegt.

## Geschichte
Durch die zu Beginn des 19. Jahrhunderts im Königreich Bayern durchgeführten Verwaltungsreformen wurde die Ortschaft eine Ruralgemeinde, zu der auch noch das Kirchdorf Maierhofen und die drei Einöden Falterhof, Prexlhof und Wieseneck gehörten. Der Sitz der Gemeinde Neulohe war allerdings nicht der namensgebende Ort selbst, sondern Maierhofen. Im Zuge der Gebietsreform in Bayern wurde die Gemeinde Neulohe im Jahr 1972 nach Painten eingegliedert.

## Baudenkmäler
Im zentralen Ortsbereich von Neulohe steht ein aus dem Anfang des 18. Jahrhunderts stammender zweigeschossiger Stallstadel, der in der bayerischen Denkmalliste mit der Nummer D-2-73-159-13 aufgelistet ist.

## Verkehr
Die Anbindung an das öffentliche Straßennetz wird durch eine den Ort in west-östlicher Richtung durchquerende Gemeindestraße hergestellt. Diese verbindet Neulohe mit der etwa 800 Meter östlich des vorbeiführenden St 2233, sowie der ca. 800 Meter westlich gelegenen Kreisstraße KEH 16.